# Sherry Magee
Sherwood Robert Magee (Clarendon, Pensilvania, 6 de agosto de 1884-Filadelfia, Pensilvania, 13 de marzo de 1929), más conocido como Sherry Magee, fue un jugador profesional estadounidense de béisbol que se desempeñó en la posición de jardinero izquierdo en las Grandes Ligas de Béisbol (MLB).

## Carrera
Magee jugó como profesional once temporadas en Philadelphia Phillies (1904-1914), después pasó a Boston Braves (1915-1917), luego a Cincinnati Reds, donde jugó tres temporadas (1917-1919), y fue el equipo en el que se retiró.

## Títulos
Fue campeón de bateo de la Liga Nacional en una oportunidad (1910).